# Crotona Park East
Crotona Park East, conosciuto anche solo come Crotona (da non confondersi con Crotona Avenue nella vicina East Tremont) o East Morrisania, è un quartiere residenziale situato nel South Bronx a New York. Il quartiere fa parte del Bronx Community Board 3. I suoi confini, a partire da nord in senso orario sono: Cross-Bronx Expressway, il fiume Bronx, l'East 167th Street, e Crotona/Prospect Avenue. I codici postali di riferimento sono 10459 e 10460. L'area è di competenza del 42º distretto di polizia del NYPD situato al numero 830 di Washington Ave a Morrisania.

## Popolazione
Crotona Park East è un sobborgo a bassa densità demografica con una popolazione di circa 37,075 residenti in prevalenza latinoamericani e afroamericani. Circa la metà dell'intera popolazione del quartiere vive sotto la soglia di povertà.

## Storia

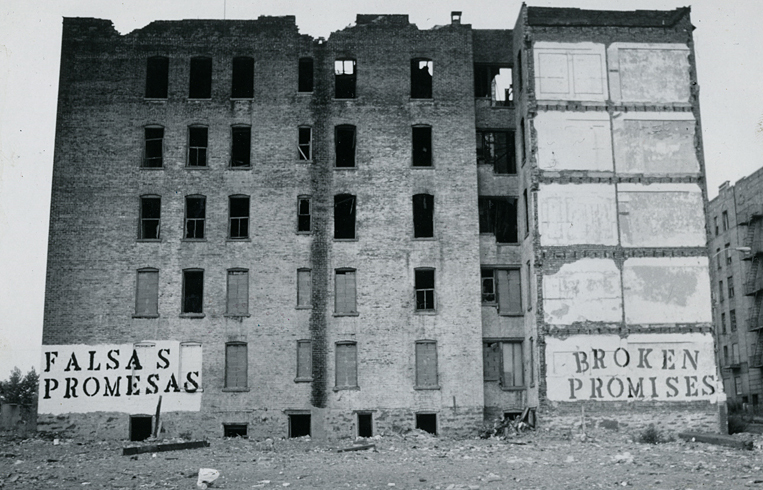
Un edificio andato a fuoco su Charlotte Street, anni settanta

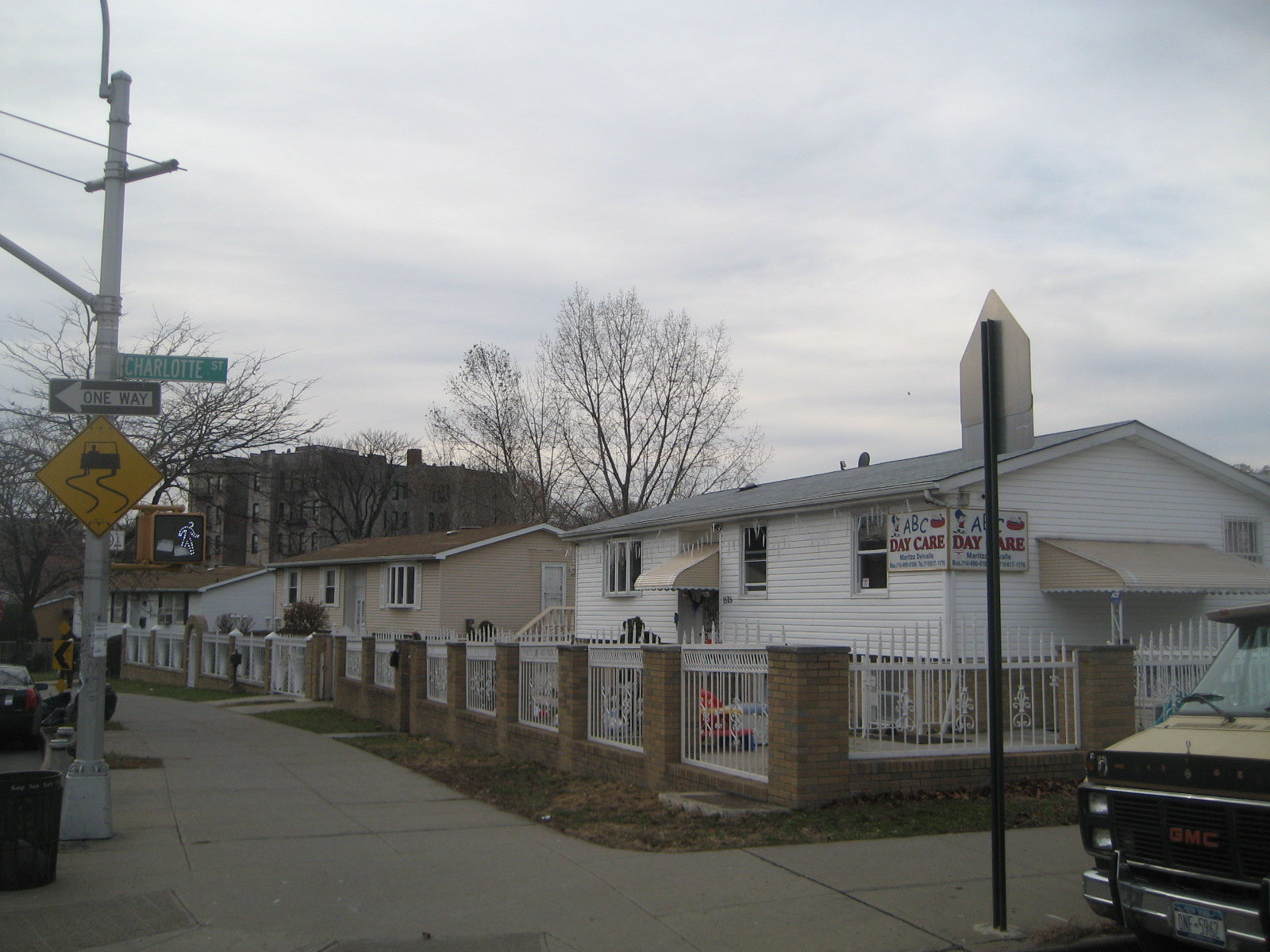
Charlotte Street vista da Boston Road

Dal 1670, il territorio è di proprietà della famiglia aristocratica Morris.
Nel corso degli anni settanta, Crotona Park East e molti altri bassifondi di New York furono devastati da molti incendi (dolosi e non). Il South Bronx divenne il simbolo nazionale del degrado urbano; Charlotte Street, una strada nel cuore del quartiere, era la zona più colpita. L'area era ingombra di macerie, palazzi bruciati, rottami d'auto, appartamenti abbandonati, scoppiavano nuovi incendi quasi ogni giorno, e più del 66% dei residenti aveva abbandonato la zona. Il 5 ottobre 1977, l'allora Presidente degli Stati Uniti d'America Jimmy Carter visitò senza preavviso Charlotte Street, rimase sconcertato dalla devastazione del sito e diede ordine che si facesse qualcosa per salvare il salvabile. Un anno dopo, Charlotte Street versava ancora nelle stesse condizioni. Il degrado di Charlotte Street venne utilizzato come iconica scenografia per il film horror del 1981 Wolfen, la belva immortale.
A partire dagli anni ottanta, gruppi e associazioni di quartiere come Banana Kelly CIA Inc., Mid-Bronx Desperadoes, e SEBCO (South East Bronx Community Organization) furono di vitale importanza nell'operazione di riqualificazione dell'area e nella costruzione di nuove abitazioni a Crotona Park East. Le villette in stile ranch sorte sulla riqualificata Charlotte Street alla fine degli anni ottanta, che originariamente venivano vendute al prezzo di 50,000 dollari l'una, attualmente hanno acquisito un valore di mercato superiore ai 500,000 dollari. Oggi sono abitate prevalentemente da famiglie di afroamericani e portoricani.

## Istruzione

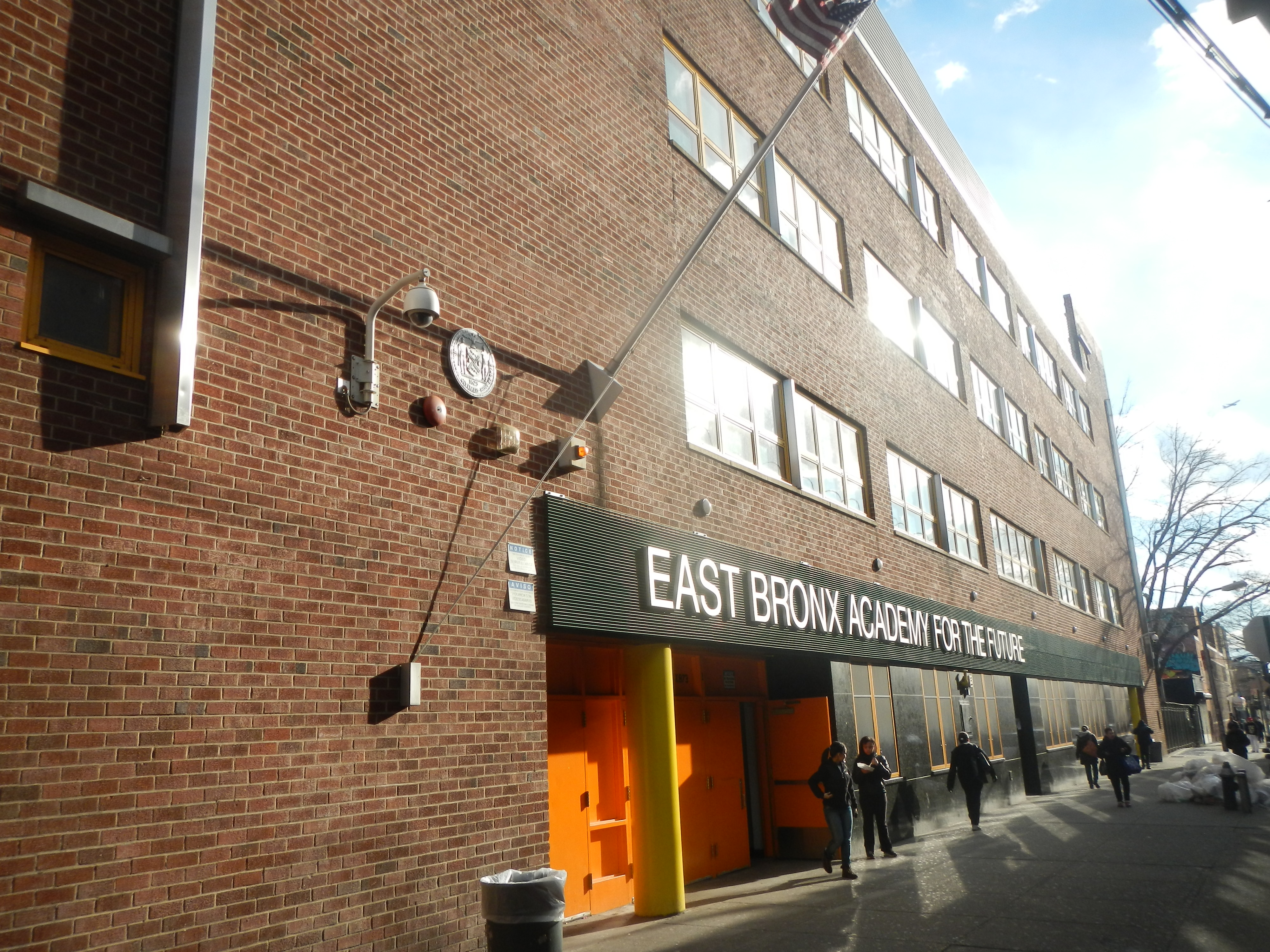
East Bronx Academy

Le scuole presenti nel quartiere sono:
- PS 50: Clara Barton (East 172nd Street & Vyse Avenue)
- PS 61/MS 190: Francisco Oller (Charlotte Street & Crotona Park East)
- PS 66: Daniel Boone (Jennings Street & Boone Avenue)
- PS 134: George Frederic Bristow (Freeman & Bristow Streets)
- IS 98: Herman Ridder (East 173rd Street & Boston Road)
- PS 271: East Bronx Academy for the Future